# Mikhail Vasilyevich Ostrogradsky
Mikhail Vasilyevich Ostrogradsky (tiếng Nga: Михаил Васильевич Остроградский, tiếng Ukraina: Михайло Васильович Остроградський, 24 tháng 9 năm 1801 – 1 tháng 1, 1862) là một nhà toán học, cơ học, vật lý học người Nga. Ostrogradsky được cho là truyền nhân của Leonhard Euler và là một trong những nhà toán học hàng đầu của Đế quốc Nga.
Ostrogradsky sinh ra tại Pashennaya, tỉnh Poltava, Đế quốc Nga (giờ là Pashenivka, huyện Kozelshchyna, tỉnh Poltava, Ukraina). Từ năm 1816 đến 1820 ông được Timofei Fedorovich Osipovsky (1765–1832) giảng dạy và tốt nghiệp Đại học Kharkiv. Năm 1820 Osipovsky bị đình chỉ vì tôn giáo, Ostrogradsky từ chối bị điều tra và chưa bao giờ được nhận bằng tiến sĩ. Từ năm 1822 đến 1826 ông học tại Sorbonne và Collège de France ở Paris, Pháp. Năm 1828 ông về Đế quốc Nga và trú tại Sankt Petersburg, nơi ông được chọn là thành viên của Viện Hàn lâm Khoa học Nga. Ngoài ra ông cũng là giáo sư của Trường Đại học Kỹ thuật Công nghệ Quân sự của Đế quốc Nga.
Ông nghiên cứu phần lớn các trường sau của toán học như là tính biến thiên, tích phân của các hàm đại số, lý thuyết số, đại số, hình học, lý thuyết xác suất và các trường của toán lý và cơ học cổ điển. Về sau, các công trình quan trọng của ông bao gồm về chuyển động của vật đàn hồi và phát triển phương pháp tích phân cho động lực. Trong đó ông tiếp tục nghiên cứu các vấn đề của Euler, Joseph Louis Lagrange, Siméon Denis Poisson và Augustin Louis Cauchy. Ở Nga, các công trình nghiên cứu của ông được kế thừa bởi Nikolay Dmitrievich Brashman (1796–1866), August Yulevich Davidov (1823–1885) và Nikolai Yegorovich Zhukovsky (1847–1921).
Ostrogradsky không ủng hộ hình học phi Euclid của Nikolay Ivanovich Lobachevsky từ năm 1823 và từ chối xuất bản nó tại Viện hàn lâm Khoa học Saint Petersburg.
Phương pháp tính tích phân cho hàm phân thức được sử dụng nhiều. Với công thức này ta chia phân thức thành tổng của các phân thức đại số và các hàm siêu việt. Ta xác định hàm phân thức đại số mà không tích phân nó và gán tích phân về dạng Ostrogradskii:
{\displaystyle \int {R(x) \over P(x)}\,dx={T(x) \over S(x)}+\int {X(x) \over Y(x)}\,dx,}
trong đó P(x), S(x), Y(x) là các đa thức đã rõ có bậc p, s và y, R(x) là các đa thức đã rõ có bậc không lớn hơn p − 1, T(x) và X(x) là các đa thức chưa rõ bậc không lớn hơn s − 1 và y − 1.
Ostrogradsky mất tại Poltava, Poltava Governorate, Đế quốc Nga (nay là Ukraine).